# Irlanda en los Juegos Paralímpicos
Irlanda en los Juegos Paralímpicos está representada por el Consejo Paralímpico de Irlanda, miembro del Comité Paralímpico Internacional.
Ha participado en todas las ediciones de los Juegos Paralímpicos de Verano (17 en total). El país ha obtenido un total de 239 medallas en las ediciones de verano: 71 de oro, 71 de plata y 97 de bronce.
En los Juegos Paralímpicos de Invierno Irlanda no ha participado en ninguna edición.

## Medallero

### Por edición
Juegos Paralímpicos de Verano
| Evento                                | Oro | Plata | Bronce | Total |
| ------------------------------------- | --- | ----- | ------ | ----- |
| Roma 1960                             | 2   | 0     | 0      | 2     |
| Tokio 1964                            | 0   | 0     | 0      | 0     |
| Tel Aviv 1968                         | 0   | 4     | 5      | 9     |
| Heidelberg 1972                       | 2   | 4     | 2      | 8     |
| Toronto 1976                          | 4   | 10    | 6      | 20    |
| Arnhem 1980                           | 4   | 2     | 11     | 17    |
| Nueva York 1984 Stoke Mandeville 1984 | 20  | 15    | 31     | 66    |
| Seúl 1988                             | 13  | 11    | 18     | 42    |
| Barcelona 1992                        | 0   | 3     | 4      | 7     |
| Atlanta 1996                          | 1   | 3     | 6      | 10    |
| Sídney 2000                           | 5   | 3     | 1      | 9     |
| Atenas 2004                           | 0   | 3     | 1      | 4     |
| Pekín 2008                            | 3   | 1     | 1      | 5     |
| Londres 2012                          | 8   | 3     | 5      | 16    |
| Río de Janeiro 2016                   | 4   | 4     | 3      | 11    |
| Tokio 2020                            | 4   | 2     | 1      | 7     |
| París 2024                            | 1   | 3     | 2      | 6     |
| TOTAL                                 | 71  | 71    | 97     | 239   |

### Por deporte
Deportes de verano
| Evento             | Oro | Plata | Bronce | Total |
| ------------------ | --- | ----- | ------ | ----- |
| Atletismo          | 38  | 39    | 64     | 141   |
| Bochas             | 3   | 1     | 2      | 6     |
| Bolos sobre hierba | 7   | 2     | 3      | 12    |
| Ciclismo           | 7   | 6     | 4      | 17    |
| Deportes ecuestres | 0   | 1     | 3      | 4     |
| Fútbol 7           | 0   | 1     | 2      | 3     |
| Natación           | 11  | 12    | 10     | 33    |
| Snooker            | 1   | 3     | 0      | 4     |
| Tenis de mesa      | 3   | 5     | 9      | 17    |
| Tiro con arco      | 1   | 1     | 0      | 2     |
| TOTAL              | 71  | 71    | 97     | 239   |